# Hopelchén
Hopelchén är en kommunhuvudort i Mexiko.   Den ligger i kommunen Hopelchén och delstaten Campeche, i den östra delen av landet, 1 000 km öster om huvudstaden Mexico City. Hopelchén ligger 88 meter över havet och antalet invånare är 7 021.
Terrängen runt Hopelchén är platt. Runt Hopelchén är det mycket glesbefolkat, med 2 invånare per kvadratkilometer. Hopelchén är det största samhället i trakten. I omgivningarna runt Hopelchén växer i huvudsak lövfällande lövskog.